# Pittsburgh Steelers 2020
La stagione 2020 dei Pittsburgh Steelers è stata la 88ª della franchigia nella National Football League (NFL) e la 14ª con Mike Tomlin come capo-allenatore. La squadra migliorò il record di 8-8 del 2019 vincendo tutte le prime undici partite, un record di franchigia e la prima squadra della NFL a riuscirvi dai Carolina Panthers del 2015. La striscia si interruppe con una sconfitta nella settimana 13 contro il Washington Football Team. A fine stagione la squadra centrò i primi playoff e il primo titolo di division dal 2017.
Questa stagione vide il ritorno di Ben Roethlisberger, infortunato per 14 partite nell'anno precedente. Tuttavia malgrado la partenza con un record di 11-0, la squadra perse quattro delle ultime cinque gare, terminando 12-4. Nel primo turno di playoff gli Steelers furono eliminati dai Cleveland Browns per 37–48.

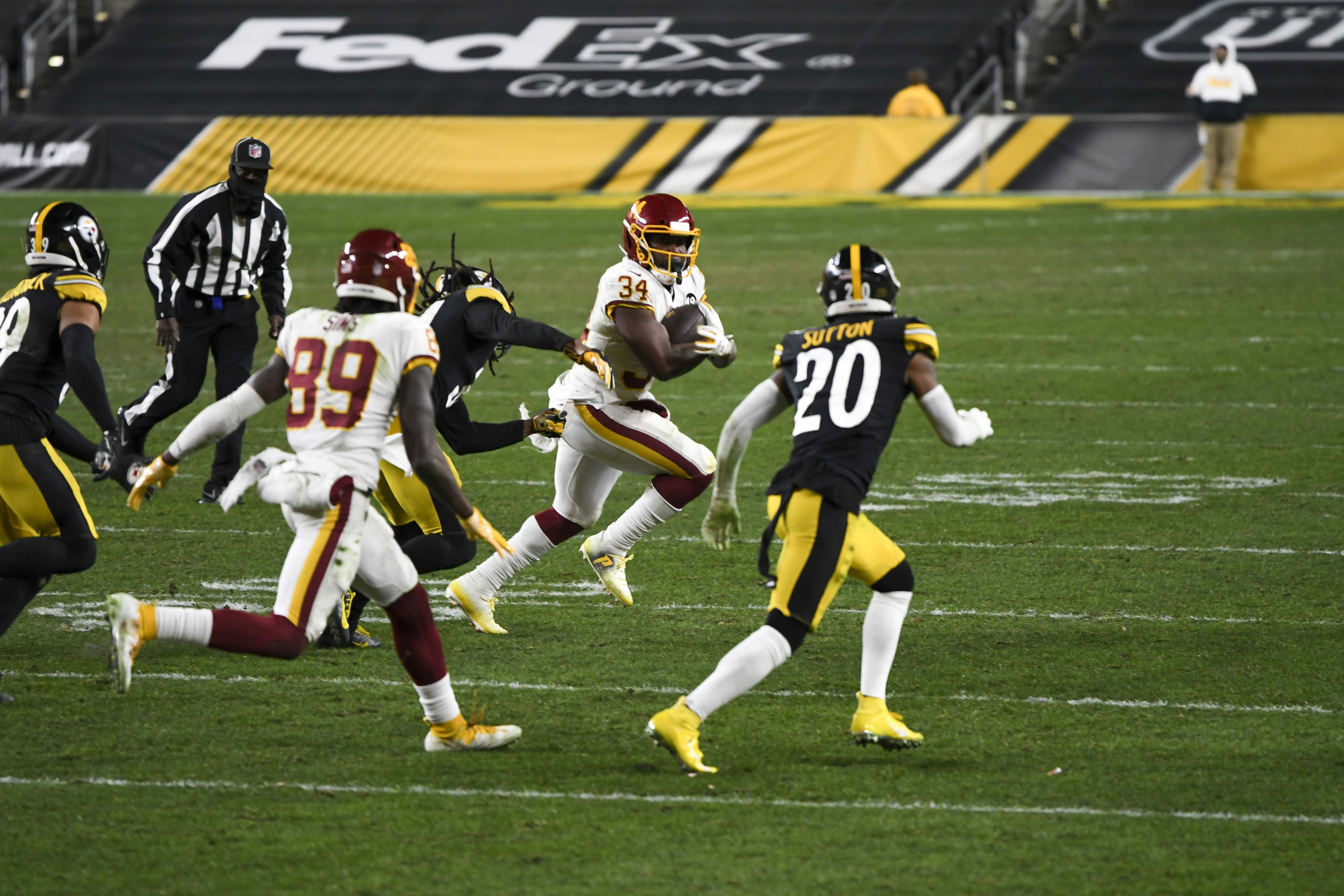
La partita della settimana 13 contro Washington

## Scelte nel Draft 2020
| Scelte degli Steelers nel Draft 2018 |        |                       |       |            |                      |
| Giro                                 | Scelta | Giocatore             | Ruolo | College    | Note                 |
| 2                                    | 49     | Chase Claypool        | WR    | Notre Dame |                      |
| 3                                    | 102    | Alex Highsmith        | OLB   | Charlotte  | Scelta compensatoria |
| 4                                    | 124    | Anthony McFarland Jr. | RB    | Maryland   |                      |
| 4                                    | 135    | Kevin Dotson          | G     | Louisiana  | Da Miami             |
| 6                                    | 198    | Antoine Brooks        | S     | Maryland   |                      |
| 7                                    | 232    | Carlos Davis          | DT    | Nebraska   |                      |

## Staff
| Staff dei Pittsburgh Steelers nel 2020 |
| --- |
| Organi dirigenziali - Presidente – Art Rooney II - Vice presidente – Art Rooney Jr. - Vice presidente & general manager – Kevin Colbert - Vice presidente del football e amministrazione – Omar Khan - Coordinatore personale dei giocatori – Dan Rooney Jr. - Coordinatore osservatori del college – Phil Kreidler - Coordinatore osservatori professionistici – Brandon Hunt - Coordinatore analisi e ricerca – Karim Kassam Capo allenatore - Mike Tomlin - Assistente capo-allenatore – John Mitchell Altri allenatori - Preparatore atletico – Garrett Giemont Allenatori dell'attacco - Coordinatore offensivo – Randy Fichtner - Quarterback – Matt Canada - Running back – Eddie Faulkner - Wide receiver – Ike Hilliard - Tight end – James Daniel - Offensive line – Shaun Sarrett - Assistente offensive line – Adrian Klemm Allenatori della difesa - Coordinatore difensivo – Keith Butler - Defensive line – Karl Dunbar - Inside linebacker – Jerry Olsavsky - Defensive back – Tom Bradley - Assistente senior – Teryl Austin Allenatori dello special team - Coordinatore dello Special Team: Danny Smith |

## Roster
| Roster dei Pittsburgh Steelers nel 2020 |
| --- |
| Quarterback - 5 Joshua Dobbs - 7 Ben Roethlisberger - 2 Mason Rudolph Running Back - 30 James Conner - 26 Anthony McFarland Jr. - 38 Jaylen Samuels - 24 Benny Snell - 44 Derek Watt FB Wide Receiver - 11 Chase Claypool - 18 Diontae Johnson - 14 Ray-Ray McCloud - 19 JuJu Smith-Schuster - 13 James Washington Tight End - 85 Eric Ebron - 81 Zach Gentry - 89 Vance McDonald Offensive Linemen - 72 Zach Banner T - 66 David DeCastro G - 69 Kevin Dotson G - 71 Matt Feiler G - 60 J.C. Hassenauer C - 76 Chukwuma Okorafor T - 53 Maurkice Pouncey C - 78 Alejandro Villanueva T - 61 Stefen Wisniewski G Defensive Linemen - 94 Tyson Alualu NT - 96 Isaiah Buggs NT - 73 Carlos Davis DT - 97 Cameron Heyward DT - 91 Stephon Tuitt DE - 95 Chris Wormley DE Linebacker - 92 Olasunkanmi Adeniyi OLB - 27 Marcus Allen ILB - 55 Devin Bush Jr. ILB - 48 Bud Dupree OLB - 54 Ulysees Gilbert ILB - 56 Alex Highsmith OLB - 41 Robert Spillane ILB - 90 T.J. Watt OLB - 98 Vince Williams ILB Defensive Back - 37 Jordan Dangerfield SS - 21 Sean Davis S - 34 Terrell Edmunds SS - 39 Minkah Fitzpatrick FS - 23 Joe Haden CB - 28 Mike Hilton CB - 31 Justin Layne CB - 22 Steven Nelson CB - 26 James Pierre CB - 20 Cameron Sutton CB Special Team - 9 Chris Boswell K - 57 Kameron Canaday LS - 4 Dustin Colquitt P Lista delle riserve - vuota Squadra di allenamento - 38 Trajan Bandy CB - 25 Antoine Brooks SS - 17 Deon Cain WR - 68 Anthony Coyle T - 82 Amara Darboh WR - 33 Trey Edmunds RB - 45 Jayrone Elliott OLB - 77 Derwin Gray T - 6 Devlin Hodges QB - 79 Jarron Jones T - 93 Daniel McCullers NT - 99 Henry Mondeaux DE - 87 Kevin Rader TE - 33 Curtis Riley FS - 21 Wendell Smallwood RB - 8 Corliss Waitman P 53 attivi, 16 nella squadra di allenamento |
| Legenda - I rookie sono in corsivo. - Il primo ruolo è il principale mentre gli eventuali successivi indicano i ruoli secondari. - (IR) sta per Injured Reserve ed indica la lista ristretta per un solo giocatore infortunato che può tornare ad allenarsi dopo la settimana 6 e a rientrare in prima squadra dopo che questa ha giocato 8 partite. - (NF-Inj.) / (NF-Ill.) stanno rispettivamente per Non-Football Injured e Non-Football Illness ed indicano le liste dove viene inserito un giocatore che ha un infortunio o una malattia non dipendente dal football americano. - (PUP) sta per Physically Unable to Perform ed indica la lista dove viene inserito un giocatore mentre è in attesa di recuperare la condizione fisica. Nella stagione regolare dopo la sesta partita giocata dalla propria squadra, il giocatore ha tempo tre settimane per riprendere ad allenarsi, più tre settimane aggiuntive dal suo rientro agli allenamenti per rientrare in prima squadra. |

## Calendario

### Pre-stagione
Il calendario della fase prestagionale è stato annunciato il 7 maggio 2020. Tuttavia, il 27 luglio 2020, il commissioner della NFL Roger Goodell ha annunciato la cancellazione totale della prestagione, a causa della pandemia di Covid-19.

### Stagione regolare
| Stagione regolare |                    |                          |                    |                    |                     |                    |
| Turno             | Data               | Avversario               | Risultato          | Record             | Stadio              | Sintesi            |
| 1                 | 14 settembre       | at New York Giants       | V 26–16            | 1–0                | MetLife Stadium     | Recap              |
| 2                 | 20 settembre       | Denver Broncos           | V 26–21            | 2–0                | Heinz Field         | Recap              |
| 3                 | 27 settembre       | Houston Texans           | V 28–21            | 3–0                | Heinz Field         | Recap              |
| 4                 | Settimana di pausa | Settimana di pausa       | Settimana di pausa | Settimana di pausa | Settimana di pausa  | Settimana di pausa |
| 5                 | 11 ottobre         | Philadelphia Eagles      | V 38–29            | 4–0                | Heinz Field         | Recap              |
| 6                 | 18 ottobre         | Cleveland Browns         | V 38–7             | 5–0                | Heinz Field         | Recap              |
| 7                 | 25 ottobre         | at Tennessee Titans      | V 27–24            | 6–0                | Nissan Stadium      | Recap              |
| 8                 | 1 novembre         | at Baltimore Ravens      | V 28–24            | 7–0                | M&T Bank Stadium    | Recap              |
| 9                 | 8 novembre         | at Dallas Cowboys        | V 24–19            | 8–0                | AT&T Stadium        | Recap              |
| 10                | 15 novembre        | Cincinnati Bengals       | V 36–10            | 9–0                | Heinz Field         | Recap              |
| 11                | 22 novembre        | at Jacksonville Jaguars  | V 27–3             | 10–0               | TIAA Bank Field     | Recap              |
| 12                | 2 dicembre         | Baltimore Ravens         | V 19–14            | 11–0               | Heinz Field         | Recap              |
| 13                | 7 dicembre         | Washington Football Team | S 17–23            | 11–1               | Heinz Field         | Recap              |
| 14                | 13 dicembre        | at Buffalo Bills         | S 15–26            | 11–2               | Bills Stadium       | Recap              |
| 15                | 21 dicembre        | at Cincinnati Bengals    | S 17–27            | 11–3               | Paul Brown Stadium  | Recap              |
| 16                | 27 dicembre        | Indianapolis Colts       | V 28–24            | 12–3               | Heinz Field         | Recap              |
| 17                | 3 gennaio          | at Cleveland Browns      | S 22–24            | 12–4               | FirstEnergy Stadium | Recap              |

Note: gli avversari della propria division sono in grassetto.

### Playoff
| Playoff   |            |                      |           |        |             |         |
| Turno     | Data       | Avversario (seed)    | Risultato | Record | Stadio      | Sintesi |
| Wild Card | 10 gennaio | Cleveland Browns (6) | S 37–48   | 0–1    | Heinz Field | Recap   |

## Premi

### Premi settimanali e mensili
- T.J. Watt:

difensore della AFC della settimana 2
difensore della AFC del mese di settembre
difensore della AFC del mese di novembre
- Chase Claypool:

giocatore offensivo della AFC della settimana 5
- Stephon Tuitt:

difensore della AFC della settimana 8
- Ben Roethlisberger:

giocatore offensivo della AFC della settimana 10
quarterback della settimana 10
- Mike Hilton:

difensore della AFC della settimana 16